# Rimvydas Raimondas Survila
Rimvydas Raimondas Survila (* 5. Dezember 1939 in Šiauliai) ist ein litauischer Zootechniker und Politiker (Sąjūdis).

## Leben
1964 absolvierte Rimvydas Raimondas Survila das Studium der Zootechnik und danach promovierte in Agrarwissenschaft an der Lietuvos veterinarijos akademija in Kaunas. Von 1964 bis 1990 arbeitete er in Trakai als Zootechniker, Oberzootechniker, in Vievis als Oberzootechniker, Direktor der Vogelfarm, von 1991 bis 1992 Landwirtschaftsminister Litauens.
Ab 1988 war er Mitglied der politischen Organisation „Sąjūdis“ und von 1996 bis 2000 Mitglied im Seimas, dem Parlament Litauens.